# Karlstadt-sur-le-Main
Pour les articles homonymes, voir Karlstadt.
Pour le réformateur allemand dit Karlstadt, voir Andreas Bodenstein
Karlstadt-sur-le-Main (en allemand Karlstadt ou Karlstadt am Main) est une ville située sur le Main dans le district de Basse-Franconie et le land de Bavière en Allemagne. La ville de Karlstadt est le chef-lieu de l'arrondissement de Main-Spessart.

## Géographie

Situation de Karlstadt dans l'arrondissement de Main-Spessart

Karlstadt est située sur la rive droite du Main, à 25 km au nord de Wurzbourg, au cœur du vignoble de Franconie.
De nombreuses communes ont été incorporées à celle de Karlstad au cours des années 1970 : Gambach, Hesslar, Karlburg, Laudenbach, Mühlbach, Rohrbach, Stadelhofen, Stetten, Wiesenfeld.

## Démographie
Ville de Karlstadt sans les communes avoisinantes :
| 1910  | 1925  | 1933  | 1939  |
| ----- | ----- | ----- | ----- |
| 3 225 | 3 218 | 3 353 | 3 538 |

Ville de Karlstadt dans ses limites actuelles :
| 1910  | 1933  | 1939  | 1970   | 1987   | 1997   | 2003   | 2009   |
| ----- | ----- | ----- | ------ | ------ | ------ | ------ | ------ |
| 9 023 | 9 536 | 9 686 | 13 911 | 14 584 | 15 291 | 15 249 | 14 919 |

## Histoire
| Appartenances historiques Principauté épiscopale de Wurtzbourg 1202–1803 Électorat de Bavière 1803–1805 Électorat de Wurtzbourg 1805–1806 Grand-duché de Wurtzbourg 1806–1814 Royaume de Bavière 1814–1918 République de Weimar 1918–1933 Reich allemand 1933–1945 Allemagne occupée 1945–1949 Allemagne 1949–présent |

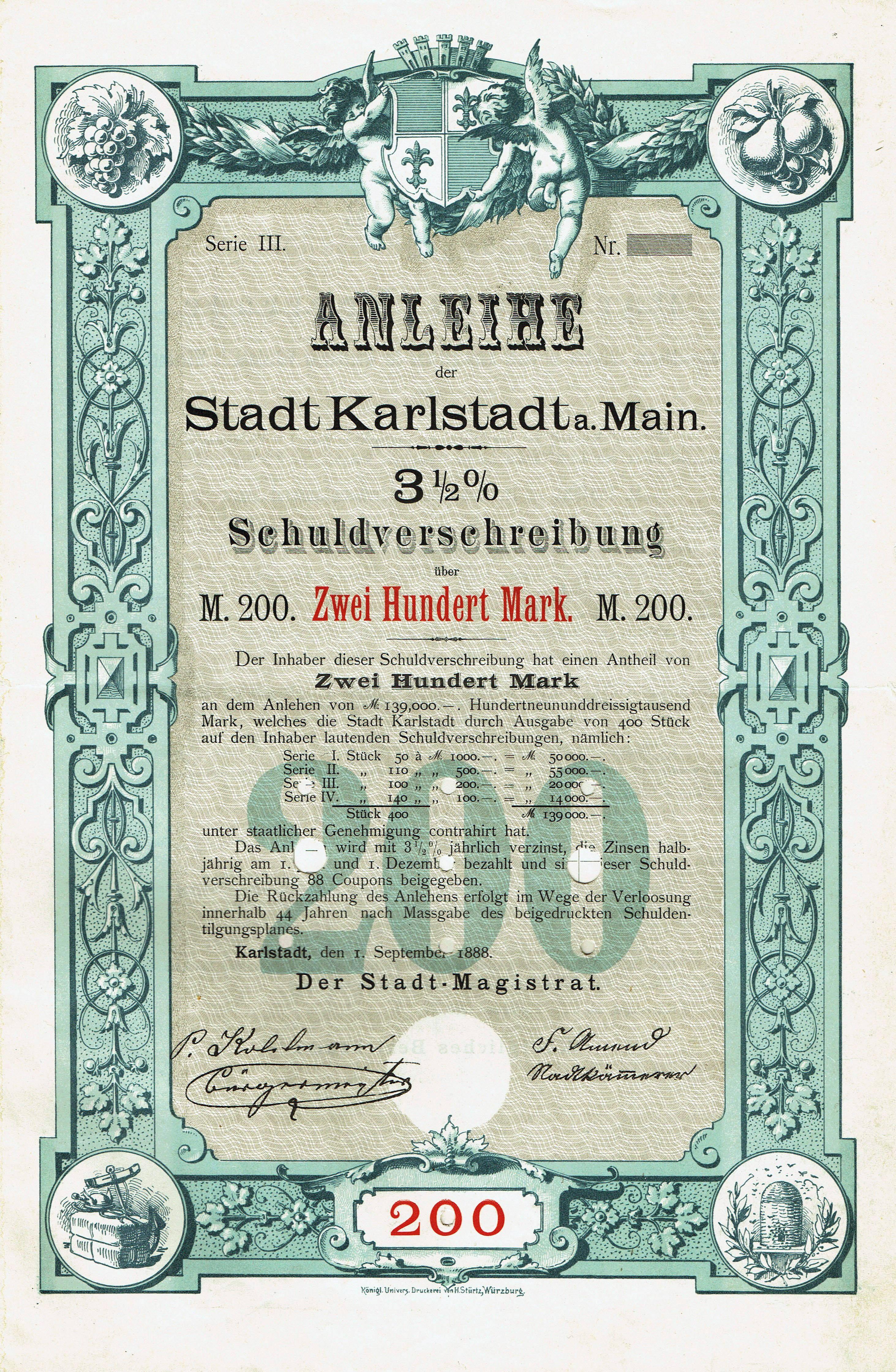
Obligation de Karlstadt-sur-le-Main en date du 1 septembre 1888

Le château de Karlsburg, en face de Karlstadt, sur l'autre rive du Main est construit dès le XIIe siècle.
Karlstadt a été fondée par l'évêque Konrad von Querfurt en 1202 et, en 1225, elle est mentionnée sur un document. Protégée par le château de Karlsburg, la ville, profitant de sa position sur la rivière se développe grâce au commerce fluvial.
En 1236, le château de Karlsburg est détruit pendant le conflit de Rienecker et, en 1277, apparaît le premier sceau de ville.
En 1304, les limites de la ville sont précisées. 
En 1339, première mention de la paroisse de la ville de Karlstadt. 
En 1369, l'hôpital est fondé.
L'atelier de frappe monétaire de l'évêché de Wurtzbourg est installé à Karlstadt durant le XVe siècle.
En 1814, la cité intègre la Bavière et devient le chef-lieu de l'arrondissement de Karlstadt. Cet arrondissement, très majoritairement catholique compte 30 688 habitants en 1910 et 31 511 en 1933, dont une petite communauté juive de 350 personnes.
En 1960, l'arrondissement de Karlstadt compte 39 400 habitants, dont 4 900 réfugiés de la Seconde Guerre mondiale.

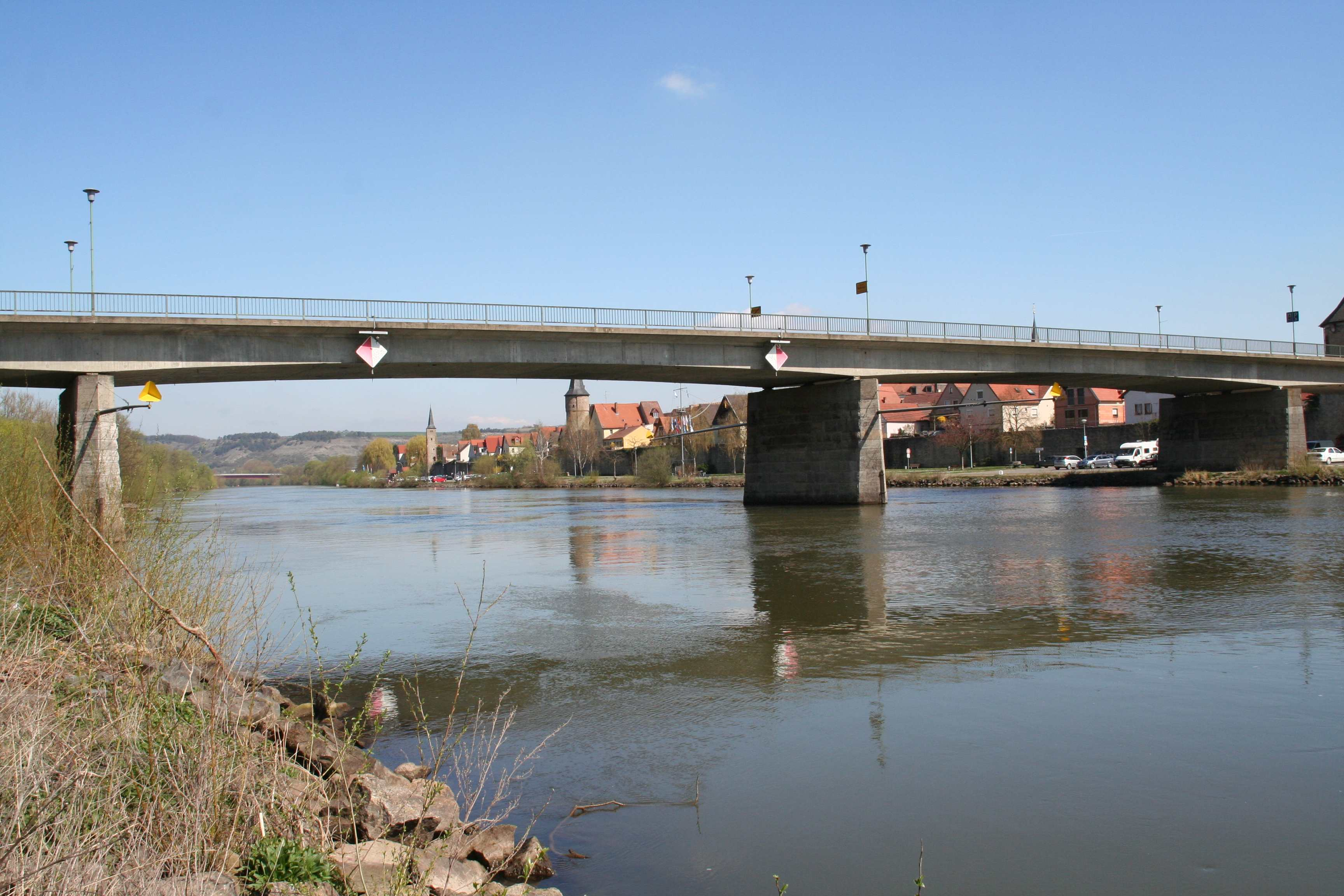
Pont enjambant le Main avec une vue de la cité de Karlstadt

## Personnalités
- Johann Schöner (1477-1547) : mathématicien, géographe, cartographe et astronome.
- Andreas Bodenstein (1486-1541) : docteur en théologie et partisan de la Réforme protestante de Luther.
- Johann Rudolf Glauber (1604-1670) : chimiste et alchimiste.
- Johann Zahn (1641-1707) : mathématicien, astronome, professeur à l'université de Wurtzbourg.
- Sebald Brendel (1780-1844), juriste, professeur de droit à l'université de Wurtzbourg.

## Jumelages
- Saint-Brice-en-Coglès (France) depuis 1970, dans le département d'Ille-et-Vilaine en Bretagne
- Querfurt (Allemagne), dans l'arrondissement de Saale en Saxe-Anhalt
- Gais, dans la province de Bolzano et la région du Trentin-Haut-Adige
- Cuckfield (Grande-Bretagne), dans le Sussex de l'Ouest.